# NGC 7277
NGC 7277 is een spiraalvormig sterrenstelsel in het sterrenbeeld Zuidervis. Het hemelobject werd op 27 september 1834 ontdekt door de Britse astronoom John Herschel.

## Synoniemen
- ESO 467-59
- MCG -5-53-4
- IRAS 22233-3123
- PGC 68861